# Erreur de superposition de base
 (février 2023).
Si vous disposez d'ouvrages ou d'articles de référence ou si vous connaissez des sites web de qualité traitant du thème abordé ici, merci de compléter l'article en donnant les références utiles à sa vérifiabilité et en les liant à la section « Notes et références ».
En chimie quantique, les calculs d'énergies d'interaction sont susceptibles de produire des erreurs de superposition de base (en anglais Basis set superposition errors - notées BSSE) si elles sont effectuées à partir de bases finies. Lorsque les atomes de deux objets - c'est-à-dire des molécules - interagissants (ou alors deux parties du même objet) ou s'approchant l'un de l'autre, les fonctions de base servant à les décrire se superposent. Chaque « monomère » « emprunte » les fonctions des objets voisins, accroissant de manière effective sa base et améliorant le calcul de propriétés dérivés comme l'énergie. Si l'énergie totale est minimisée comme une fonction de la géométrie du système, les énergies à courtes distances déduites des bases obtenues par mélanges doivent être comparées aux énergies à longues distances obtenues à partir des bases originales non mélangées, et cette différence induite introduit une erreur.
Deux méthodes distinctes existent pour supprimer ce problème induit. D'une part, l'approche par hamiltonien chimique (CHA) remplace le hamiltonien conventionnel par un autre censé empêcher le mélange des bases a priori, en supprimant tous les projecteurs qui contiennent les termes qui permettent l'augmentation de la base. L'autre méthode, l'approche par rééquilibrage (CP), consiste à calculer la BSSE en ré-effectuant tous les calculs en utilisant les bases mélangées. Les deux méthodes produisent des résultats relativement similaires.